# Matilde Horne
Matilde Zagalsky (Buenos Aires, Argentina, 29 de julio de 1914 - Santa Eulalia del Río, España, 10 de junio de 2008), más conocida por su seudónimo Matilde Horne, fue una traductora argentina con más de setenta trabajos realizados durante toda su carrera.

## Biografía
Nació en Buenos Aires el 29 de julio de 1914, donde se casó y se forjó como traductora. Antes de su marcha a España en 1978, Matilde Horne fue premiada por el Fondo Nacional de las Artes argentino por su traducción de la obra Clea, de Lawrence Durrell. Entabló una relación profesional y amistosa con Francisco Porrúa, asesor de la editorial Sudamericana y fundador de Ediciones Minotauro, para las cuales tradujo obras como El Señor de los Anillos, de J. R. R. Tolkien. Asimismo, fue traductora de otros muchos autores de lengua inglesa, como Brian W. Aldiss, Ursula K. Le Guin, Angela Carter, Doris Lessing o Ray Bradbury. Tras haber traducido más de setenta obras, Matilde Horne dio por finalizada su carrera como traductora debido al desarrollo de una ceguera progresiva que le impedía escribir. Falleció el 10 de junio de 2008 en la residencia de Cas Serres, Ibiza, a la edad de 94 años.

### Pleito contra la Editorial Planeta
A pesar de su larga carrera como traductora y del gran éxito de su trabajo, tras su retiro, descubrió que su pensión era más baja de lo esperado y que no cobraba los derechos de autor por su trabajo. En 2006, sus hijos iniciaron un proceso de litigios junto con diferentes asociaciones de traductores contra la Editorial Planeta (dueña desde 2001 del sello Minotauro, la editorial que poseía la mayoría de sus traducciones) para regularizar su contrato y exigir el porcentaje de derechos que le correspondía.
Gracias al acuerdo al que llegaron ambas partes, Matilde consiguió la parte correspondiente a lo generado por la venta de sus traducciones a partir del 1 de enero de 2007. Este caso marcó un antes y un después en la política contractual de las editoriales españolas y el sector de la traducción.

## Traducciones
- La Comunidad del Anillo, de J. R. R. Tolkien.
- Las dos torres, de J. R. R. Tolkien.
- El retorno del Rey, de J. R. R. Tolkien.
- El hobbit, de J. R. R. Tolkien.
- Las crónicas de Cornelius, de Michael Moorcock.
- Solaris, de Stanisław Lem.
- El Invencible, de Stanisław Lem.
- Los desposeídos, de Ursula K. Le Guin.
- Historias de Terramar, de Ursula K. Le Guin.
- Cien poemas, de William Carlos Williams.
- Fuego en el lago, de F. Scott Fitzgerald.
- El árbol de las brujas, de Ray Bradbury.
- Remedio para los melancólicos, de Ray Bradbury.
- La afirmación, de Christopher Priest.